# Płoty
Płoty (Plathe fino al 1945) è un comune urbano-rurale polacco del distretto di Gryfice, nel voivodato della Pomerania Occidentale.
Ricopre una superficie di 238,79 km² e nel 2006 contava 9 517 abitanti.